# Carl Christian Møller
Carl Christian Møller, född 2 juni 1823 i Köpenhamn, död där 19 december 1893, var en dansk tonsättare och dirigent. 

## Biografi
Møller var medlem av Hans Christian Lumbyes orkester, blev 1857, då Folketeatret öppnades, musikdirektör vid detta, men lämnade denna tjänst 1864, innehade den igen 1875–85 och var tillika om somrarna från 1875 till sin död dirigent för Tivolis blåsorkester. 
Møller var en mycket produktiv danskompositör (bortåt 300 danser och marscher) och skrev musik till en del vaudeviller och sångspel samt till August Bournonvilles balett Från Sibirien till Moskva samt tre symfonier för blåsorkester.
1869 tilldelades han Litteris et Artibus.